# Whitney Museum of American Art

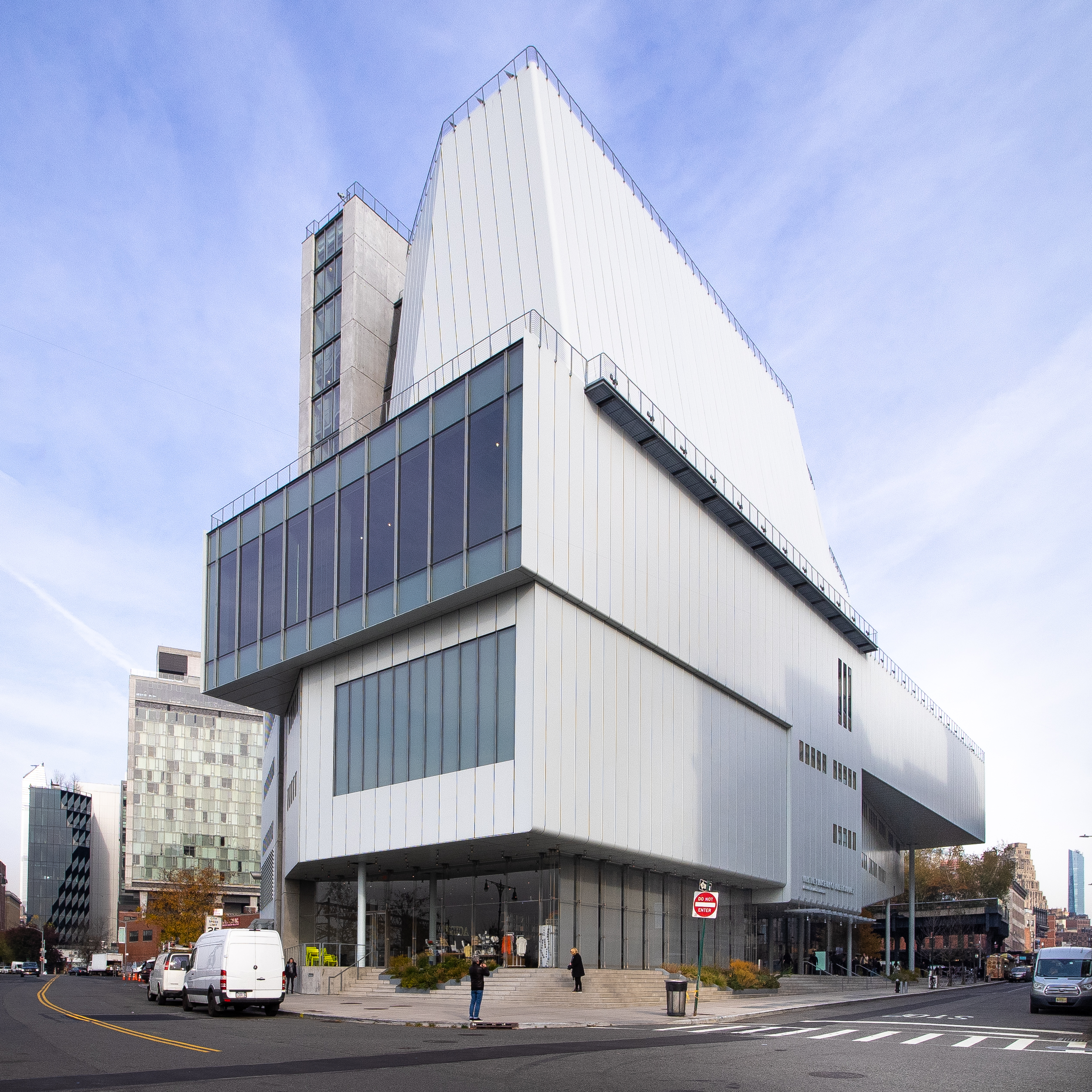
Whitney Museum of American Art, 2019

Das Whitney Museum of American Art im New Yorker Stadtbezirk Manhattan, 99 Gansevoort Street, stellt eine der wichtigsten Sammlungen amerikanischer Kunst des 20. und 21. Jahrhunderts aus. Gertrude Vanderbilt Whitney gründete 1930 das Museum mit ungefähr 700 Kunstwerken aus ihrem eigenen Besitz. Seine Mission wird beschrieben als „Sammeln, Erkunden, Erklären und Befragen“ amerikanischer Kunst mit einer Ausrichtung auf lebende, zeitgenössisch arbeitende Künstler.

## Gebäude

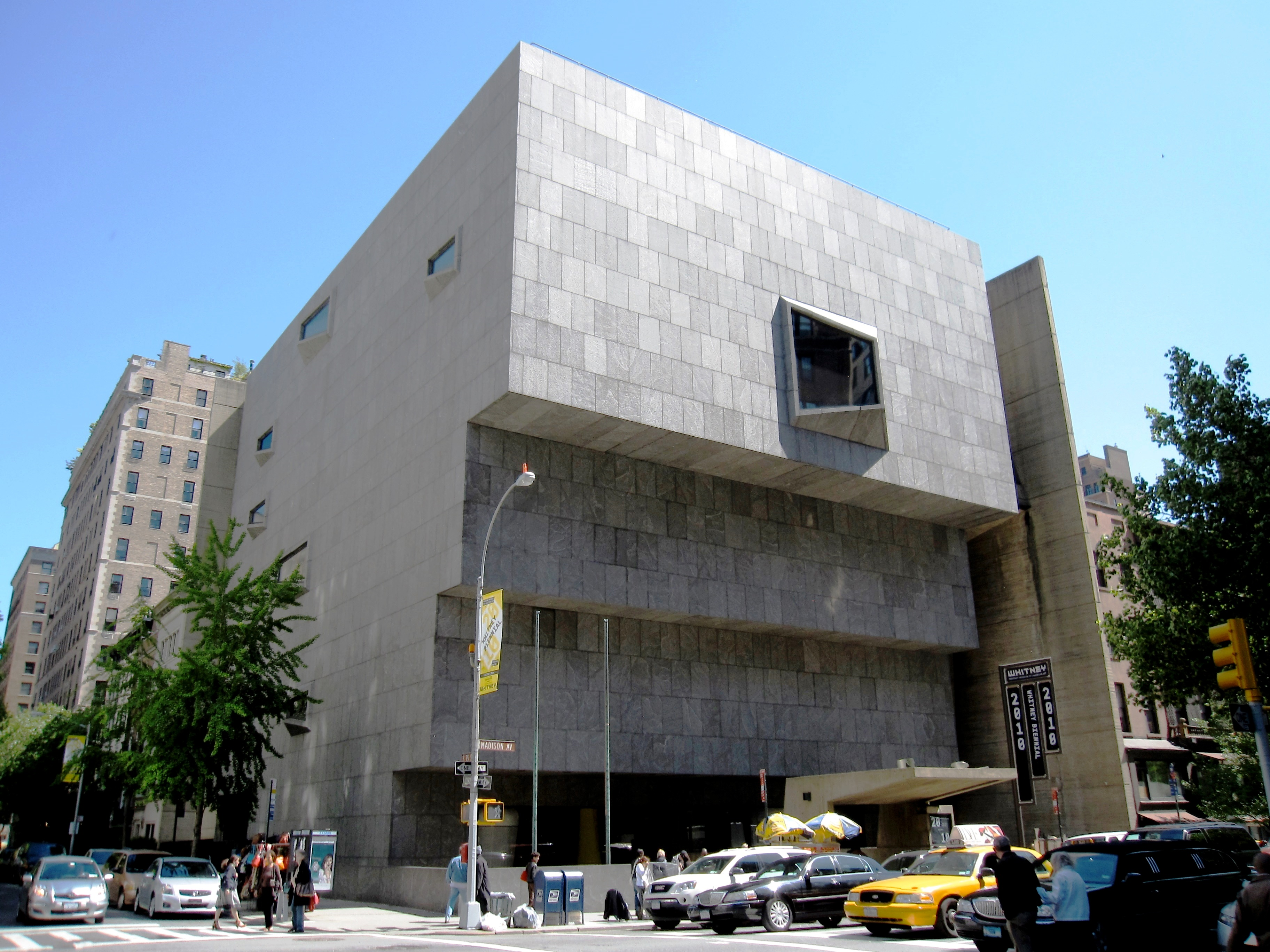
Ehemaliges Gebäude an der Madison Avenue, 2010

Der erste Standort des Museums befand sich in der 8th Street in Greenwich Village. Dort öffnete das Museum 1931 erstmals für das Publikum. 1954 zog das Museum in die 54th Street, unweit des Museum of Modern Art. 1966 folgte der Umzug in den von Marcel Breuer und Hamilton P. Smith geplanten Neubau an der Madison Avenue. Das Gebäude ist geprägt durch seine treppenförmige Fassade aus großen grauen Granitsteinen und den sich nach außen stülpenden Fenstern. 
Am 1. Mai 2015 zog das Museum in einen von Renzo Piano entworfenen Neubau im Meatpacking District von Manhattan, 99 Gansevoort Street. Die Baukosten wurden auf 680 Millionen US-Dollar geschätzt. Das bisherige Breuer-Gebäude wurde an das Metropolitan Museum of Art vermietet. und 2023 an Sotheby’s verkauft.

## Sammlung
Das Museum stellt Gemälde, Zeichnungen, Drucke, Skulpturen, Installationen, Videokunst und Fotografien aus. Alle zwei Jahre informiert die Whitney-Biennale in einer groß angelegten und international beachteten Ausstellung über den aktuellen Stand der amerikanischen Kunstszene. 1978 kam es mit der Ausstellung „New Image Painting“ zur gleichnamigen Kunstströmung.
Die ständige Sammlung umfasst mehr als 25.000 Kunstwerke von über 3.600 Künstlern. Zur Erschließung stellt das Whitney Museum eine Online-Datenbank zur Verfügung.
Das Museum bewahrt seit 1968 den gesamten Nachlass von Edward Hopper (1882–1967) und seiner Witwe Josephine Verstille Hopper, geborene Nivison, mit über 3100 Werken.
Vertreten sind zum Beispiel auch die Künstler Josef Albers, Alice Aycock, Thomas Hart Benton, Louise Bourgeois, Charles Burchfield, Alexander Calder, Ron Davis, Stuart Davis, Richard Diebenkorn, Arthur Dove, William Eggleston, Gabriele Evertz, Helen Frankenthaler, Arshile Gorky, Keith Haring, Grace Hartigan, Marsden Hartley, Robert Henri, Eva Hesse, Hans Hofmann, Jasper Johns, Franz Kline, Willem de Kooning, Lee Krasner, Ronnie Landfield, John Marin, Agnes Martin, Knox Martin, Joan Mitchell, Robert Motherwell, Louise Nevelson, Barnett Newman, Kenneth Noland, Albert Pinkham Ryder, Jackson Pollock, Maurice Prendergast, Robert Rauschenberg, Man Ray, Mark Rothko, Morgan Russell, John Sloan, Cindy Sherman, Kiki Smith, Anne Truitt, Andy Warhol.
2018 übergab die Roy-Lichtenstein-Foundation rund 400 Werke des Pop-Art-Künstlers und damit etwa die Hälfte ihres Bestandes an das Museum. Damit hält das Whitney die mit Abstand größte Lichtenstein-Sammlung.
Die Forschungsbibliothek des Hauses trägt nach deren Stifter-Familie den Namen Frances Mulhall Achilles Library.

## Ausstellungen
- 2024/25: Edges of Ailey
- 2023: Jaune Quick-to-See Smith. Memory Map
- 2021/22: Jasper Johns. Mind/Mirror, mit Philadelphia Museum of Art.
- 2015: America Is Hard to See.